# Dmitri Borissowitsch Kedrin

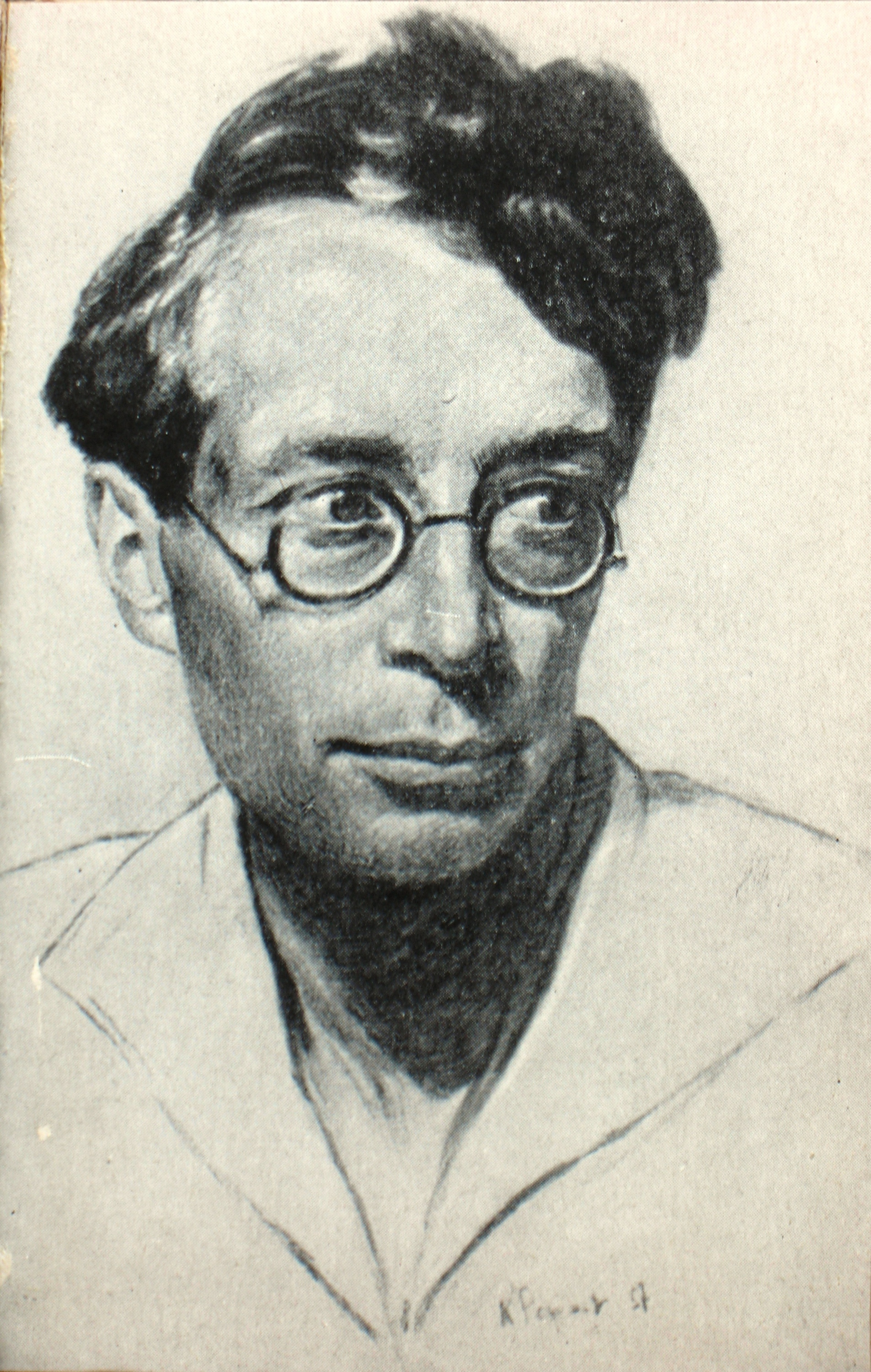
Dmitri Borissowitsch Kedrin

Dmitri Borissowitsch Kedrin (russisch Дмитрий Борисович Кедрин; * 4. Februarjul. / 17. Februar 1907greg. an der Berestowo-Bogoduchowski-Zeche im heutigen Makijiwka, Gouvernement Jekaterinoslaw, Russisches Kaiserreich; † 18. September 1945 in der Oblast Moskau, Sowjetunion) war ein ukrainisch-russischer Journalist und Dichter.

## Leben
Kedrin war der uneheliche Sohn eines Bergmanns und der jüngsten Tochter Olga Iwanowna des adligen Iwan I. Ruto-Rutenko-Rutnizki. Boris Michailowitsch Kedrin, der Mann von Olga Iwanownas Schwester Ljudmilla Iwanowna und Rechnungsführer der Katharinenbahn, adoptierte den Jungen und gab ihm seinen Namen. Nach dem Tode des Pflegevaters 1914 wurde der Junge von seiner Mutter, die als Verwaltungsangestellte arbeitete, der Tante Ljudmilla und der Großmutter Neonila Jakowlewna erzogen. Die erste literarische Bildung vermittelte ihm die Großmutter Neonila Jakowlewna, die ihm Gedichte von Puschkin, Lermontow, Nekrassow, Schewtschenko und Mickiewicz vorlas. Die Großmutter wurde später die erste Zuhörerin der Gedichte Kedrins. Als Kedrin kaum 6 Jahre alt war, ließ sich die Familie in Jekaterinoslaw nieder. 1916 wurde Kedrin in die Handelsschule eingeschult. Er interessierte sich nicht nur für Literatur und Geschichte, sondern auch für Philosophie, Geographie und Botanik. Er las viel, auch Brehms Tierleben. Er schrieb Epigramme und Gedichte zu den Ärgernissen des Tages.
Nach Oktoberrevolution und Bürgerkrieg besuchte Kedrin das Jekaterinoslawer Eisenbahntechnikum (1922–1924), das er jedoch seiner schwachen Gesundheit wegen nicht abschloss. Er war Mitglied der Dichtervereinigung Junge Schmiede wie auch sein Freund Iwan Issidorowitsch Gwai. Kedrin schrieb ab 1924 für die Jekaterinoslawer Komsomol-Zeitung. Eines seiner ersten veröffentlichten Gedichte trug den Titel So befahl Genosse Lenin. Er schrieb nicht nur Gedichte über Lenin, den Kreml, China und Junge Pioniere, sondern verfasste auch Reportagen über Aktivisten der Industriestadt und Feuilletonartikel. Er besuchte alle Auftritte Majakowskis während seines Aufenthaltes in Jekaterinoslaw. Kedrins Gedichte erschienen in der Komsomolskaja Prawda und anderen überörtlichen Zeitungen. 1926 lernte er durch einen literarischen Bekannten die aus Schowti Wody nach Jekaterinoslaw gekommene siebzehnjährige Ljudmilla Iwanowna Chorenko (1909–1987) kennen, die er vier Jahre später heiratete. 1929 wurde Kedrin verhaftet, weil er einen befreundeten Sohn eines Generals der Denikin-Armee nicht angezeigt hatte. Kedrin wurde zu zwei Jahren Gefängnishaft verurteilt, aber bald freigelassen. Kedrin weigerte sich, Informant des NKWD zu werden.
1931 ließ sich Kedrin mit seiner Frau nach seinen Freunden Michail Arkadjewitsch Swetlow und Michail Semjonowitsch Golodny in Moskau in einer Souterrainwohnung nieder. Er arbeitete für die Metrowagonmasch-Fabrikzeitung. Er war dann freier Berater des Verlages Molodaja Gwardija und gleichzeitig außerplanmäßiger Redakteur im Verlag Gosslitisdat. Für Gosslitisdat fuhr er nach Ufa und übersetzte baschkirische Gedichte Maschit Gafuris. Bekannt wurde Kedrin 1932 durch Maxim Gorkis sehr positive Besprechung des Gedichts Die Puppe. Nach der Geburt seiner Tochter Swetlana zog die Familie Kedrin im Dezember 1934 nach Tscherkisowo (Rajon Puschkino) um, wo Kedrin in einer Ecke hinter einem Vorhang sich erstmals ein "Arbeitskabinett" einrichtete.
Kedrins Lyrik war psychologischen und geschichtlichen Themen zugewandt. Sein Gedicht über das Schicksal des Dichters Firdausi (1935) war autobiografisch gefärbt. Im Hinblick auf die Leiden Mandelstams, Sabolozkis und Wassiljews verfasste Kedrin ein ätzendes Epigramm. Er übersetzte Gedichte von Sándor Petőfi und Mickiewiczs Pan Twardowski. Der Generalsekretär des Schriftstellerverbands der UdSSR Wladimir Petrowitsch Stawski kritisierte Kedrins Gedichte scharf. Ihm wurde geraten, auf geschichtliche Themen zu verzichten. 1939 wurde Kedrin in den  Schriftstellerverband der UdSSR aufgenommen. Kedrins bedeutendstes Werk war das Versdrama Rembrandt (1940). An dem Versdrama Praskowja Iwanowna Schemtschugowa (1941) hatte er 10 Jahre lang gearbeitet. Kedrin fand hohe Anerkennung bei Gorki, Majakowski, Woloschin, Antokolski, Selwinski, Swetlow, Lugowskoi, Smeljakow, Oserow, Kulijew und anderen. Kedrins Werke erschienen im Nowy Mir, in der Krasnaja now und im Oktjabr.
Zu Beginn des Deutsch-Sowjetischen Krieges meldete sich Kedrin freiwillig zur Roten Armee, wurde aber wegen zu starker Kurzsichtigkeit nicht genommen. An der Evakuierung nahm er nicht teil und blieb in Tscherkisowo, obgleich die Front sich auf fast 15 Kilometer näherte. Er übersetzte Werke von Gamsat Zadassa, Musa Cälil, Andrij Malyschko, Wolodymyr Sosjura, Maksim Tank, Salomėja Nėris, Liudas Gira, Kosta Lewanowitsch Chetagurow, Johannes Vares und Vladimir Nazor. Nur weniges davon erschien in der Prawda und anderen Zeitungen, während die meisten Übersetzungen erst nach Kedrins Tod veröffentlicht wurden. Kedrin verfasste zwei eigene Gedichtbände, deren Veröffentlichung abgelehnt wurde. Erst im Mai 1943 konnte er als Korrespondent für die Zeitung der 6. Luftarmee an die Nordwestfront gehen. Er schrieb Berichte über die Taten der Piloten und unter dem Pseudonym Wassja Gaschetkin Satiren.
Nach dem Krieg nahm Kedrin im Sommer 1945 an einer Berichtsreise einer Schriftstellergruppe nach Moldawien teil. Am 15. September auf einem Bahnsteig des Jaroslawler Bahnhofs wurde Kedrin von unbekannten Personen beinahe unter einen Zug geschubst, wobei er nur durch das Eingreifen anderer Reisender im letzten Moment gerettet werden konnte. Drei Tage später kam Kedrin auf bis heute nicht geklärte Weise ums Leben.
Kedrin wurde auf dem Moskauer Wwedenskoje-Friedhof begraben. An der Trauerfeier nahmen seine Freunde Swetlow, Golodny, Gwai, Wassili Wassiljewitsch Kasin und andere teil. Nach Kedrin wurde die Bibliothek in Tscherkisowo an der Kedrinstraße und die Bibliothek und das Museum in Mytischtschi benannt.
Kedrins Tochter Swetlana wurde Schriftstellerin und Dichterin und veröffentlichte 1996 ein Erinnerungsbuch über ihren Vater. Gawril Nikiforowitsch Prokopenko (1922–2005) übersetzte Kedrins Werke ins Ukrainische und führte einen langen Briefwechsel mit Kedrins Frau und Tochter, den Prokopenkos Frau Irina Nikolajewna Prokopenko herausgab.
Mieczysław Weinberg benutzte Texte Kedrins für sein Requiem für Kinderchor, gemischten Chor und Orchester. Dawid Fjodorowitsch Tuchmanow, Igor Jurjewitsch Nikolajew und Nikolai Iwanowitsch Peiko vertonten Gedichte Kedrins. Die russische Band Arija benutzte Kedrins Gedicht über Attilas Hochzeit 2011 für ihr Lied Attila im Album Phönix.

## Ehrungen
- Medaille „Für Verdienste im Kampf“ (1943)
- Medaille „Sieg über Deutschland“